# Marian Szymański
Marian Zygmunt Szymański (ur. 12 września 1929 w Częstochowie, zm. 9 września 2011 w Warszawie) – polski geodeta.

## Życiorys
Marian Szymański urodził się 12 września 1929 w Częstochowie, gdzie w 1943 roku ukończył szkołę powszechną w Częstochowie i rozpoczął naukę na tajnych kompletach w zakresie szkoły gimnazjalnej. Po zakończeniu II wojny światowej uczył się w IV Liceum im. Henryka Sienkiewicza w Częstochowie, uzyskując w 1949 świadectwo dojrzałości. Działał w harcerstwie – był drużynowym skautów. W 1949 roku podjął studia w Wyższej Szkole Administracyjno-Handlowej i jednocześnie pracował w Zakładach Przemysłu Włókienniczego. W 1950 przerwał studia w Częstochowie i przeprowadził się do Warszawy, gdzie rozpoczął studia na Wydziale Geodezji i Kartografii Politechniki Warszawskiej, uzyskując w 1954 roku tytuł inżyniera geodety w zakresie geodezji gospodarczej, a dwa lata później dyplom magistra w specjalności geodezja rolna i leśna. W 1969 otrzymał stypendium Rządu Francuskiego na odbycie stażu z zakresu scalania gruntów i katastru nieruchomości.
Od 1954 roku pracował w biurze projektów, od 1957 w Grupie Interwencyjnej Ministerstwa Rolnictwa, a w latach 1959–1971 w Ministerstwie Rolnictwa. W 1971 roku na wniosek Prezesa Głównego Urzędu Geodezji i Kartografii został przeniesiony do pracy w tym urzędzie. W latach 1974–1977 przebywał w Iraku, gdzie brał udział w pracach związanych z zakładaniem sieci astronomiczno-geodezyjnej. W latach 1980–1987 był wiceprezesem GUGiK. W urzędzie pracował do 1988 roku. Po przejściu na emeryturę, w latach 1988–2002 kierował pracami Zespołu Rzeczoznawców Stowarzyszenia Geodetów Polskich. Posiadał uprawnienia zawodowe w zakresie geodezji, kartografii i rzeczoznawstwa majątkowego.
Pracę zawodową łączył z prowadzeniem wykładów z geodezji na Politechnice Warszawskiej, w Wyższej Szkole Rolniczej w Olsztynie, Politechnice Gliwickiej, Wojskowej Akademii Technicznej w Warszawie i Wyższej Szkole Gospodarki Nieruchomościami w Warszawie. Marian Szymański zmarł 9 września 2011 w Warszawie.

## Pełnione funkcje
W okresie pracy zawodowej pełnił m.in. funkcje: inspektora nadzoru geodezyjnego, wicedyrektora departamentu Ministerstwa Rolnictwa, Pełnomocnika Rządu do spraw delimitacji granicy państwa w rejonie zbiornika wodnego w Czorsztynie, wiceprezesa Głównego Urzędu Geodezji i Kartografii. Brał udział w pracach badawczych i naukowych. Był członkiem:
- Rady Geodezyjnej i Kartograficznej
- Rady Naukowej Instytutu Geodezji i Kartografii
- Rady Naukowej Centrum Informatycznego Geodezji i Kartografii
- Głównej Komisji Urbanistycznej
- Komisji ds. budowy Zagłębia Bełchatowskiego

Od 1955 działał w Stowarzyszeniu Geodetów Polskich, będąc m.in. członkiem Zarządu Głównego. Był działaczem Międzynarodowej Federacji Geodetów (FIG).

## Odznaczenia (wybór)
Marian Zygmunt Szymański został odznaczony m.in.:
- Krzyżem Kawalerskim Orderu Odrodzenia Polski
- Krzyżem Oficerskim Orderu Odrodzenia Polski
- Złotym i Srebrnym Krzyżem Zasługi